# Joachim Puchner
Joachim Puchner (ur. 25 września 1987 w Vöcklabruck) – austriacki narciarz alpejski, wicemistrz świata juniorów.

## Kariera
Po raz pierwszy na arenie międzynarodowej pojawił się 11 grudnia 2002 roku w St. Jakob in Defereggen, gdzie w zawodach FIS Race nie ukończył drugiego przejazdu w gigancie. W 2006 roku wystartował na mistrzostwach świata juniorów w Quebecu, gdzie jego najlepszym wynikiem było dziewiąte miejsce w gigancie. Podczas rozgrywanych rok później mistrzostw świata juniorów w Altenmarkt wywalczył srebrny medal w supergigancie. Był tam też dziewiąty w gigancie i zjeździe.
W zawodach Pucharu Świata zadebiutował 16 stycznia 2009 roku w Wengen, nie kończąc superkombinacji. Pierwsze pucharowe punkty wywalczył 4 grudnia 2009 roku w Beaver Creek, zajmując 20. miejsce w tej samej konkurencji. Na podium zawodów tego cyklu po raz pierwszy stanął 13 marca 2011 roku w Kvitfjell, kończąc supergiganta na trzeciej pozycji. W zawodach tych rozdzielił Didier Cuche ze Szwajcarii oraz inny Austriak, Klaus Kröll. Najlepsze wyniki osiągnął w sezonie 2011/2012, kiedy zajął 21. miejsce w klasyfikacji generalnej, a w klasyfikacji supergiganta był jedenasty.
Na mistrzostwach świata w Garmisch-Partenkirchen w 2011 roku zajął dwunaste miejsce w superkombinacji. Nie startował w igrzyskach olimpijskich.

## Osiągnięcia

### Mistrzostwa świata
| Miejsce | Dzień     | Rok  | Miejscowość | Konkurencja     | Czas zawodów | Strata  | Zwycięzca          |
| ------- | --------- | ---- | ----------- | --------------- | ------------ | ------- | ------------------ |
| 12.     | 14 lutego | 2011 | Ga-Pa       | Superkombinacja | 2:54,51 min  | +4,45 s | Aksel Lund Svindal |

### Mistrzostwa świata juniorów
| Miejsce | Dzień    | Rok  | Miejscowość | Konkurencja | Czas biegu  | Strata  | Zwycięzca            |
| ------- | -------- | ---- | ----------- | ----------- | ----------- | ------- | -------------------- |
| 19.     | 2 marca  | 2006 | Québec      | Zjazd       | 1:27,26 min | +2,12 s | Christopher Beckmann |
| DNF1    | 5 marca  | 2006 | Québec      | Slalom      | 1:32,98 min | -       | Mikkel Bjørge        |
| 8.      | 6 marca  | 2006 | Québec      | Gigant      | 2:20,50 min | +1,89 s | Stefan Guay          |
| 9.      | 6 marca  | 2007 | Altenmarkt  | Zjazd       | 1:38,41 min | +1,14 s | Beat Feuz            |
| 2.      | 8 marca  | 2007 | Altenmarkt  | Supergigant | 1:07,77 min | +0,08 s | Beat Feuz            |
| 9.      | 9 marca  | 2007 | Altenmarkt  | Gigant      | 2:14,01 min | +2,08 s | Marcel Hirscher      |
| DNF2    | 10 marca | 2007 | Altenmarkt  | Slalom      | 1:49,45 min | -       | Matic Skube          |

### Puchar Świata

#### Miejsca w klasyfikacji generalnej
- sezon 2009/2010: 88.
- sezon 2010/2011: 29.
- sezon 2011/2012: 21.
- sezon 2012/2013: 24.
- sezon 2013/2014: 57.
- sezon 2014/2015: 90.

#### Miejsca na podium w zawodach
1. Kvitfjell – 13 marca 2011 (supergigant) – 3. miejsce
2. Lenzerheide – 16 marca 2011 (zjazd) – 2. miejsce
3. Lake Louise – 25 listopada 2012 (supergigant) – 3. miejsce